# 徐元文
徐元文（1634年—1691年），字公肅，號立齋，江南崑山縣人。清初學者、政治人物，官至文華殿大學士。徐學之弟。

## 生平
順治十六年（1659年）進士第一，顺治帝称徐元文为「佳状元」，赐冠带、蟒服、乘御马等，授翰林院修撰。康熙十八年，出任修《明史》總裁，薦萬斯同入史局。升國子監祭酒，充經筵講官。康熙稱讚他：“徐元文為祭酒，規條嚴肅，滿洲子弟不率教者，輒加撻責，人人敬畏。後人不能及也。”后任左都御史，官至文华殿大学士兼翰林院掌院学士。
康熙二十九年（1690年），《尼布楚條約》簽訂後的隔年，清廷為建立界碑，用漢、滿、蒙、拉丁、俄五種文字將條約刻於碑上。刻碑漢文由徐元文根據《實錄本》潤飾寫定，前有徐元文所寫序言。《清朝通志》、《清朝經世文篇》、《中俄約章會要》所載即為徐元文漢文本，一共有六條。
徐元文與其兄徐乾學、徐秉義都是進士出身，號稱“崑山三徐”。顧炎武曾勖勉徐元文：“有體國經野之心，而后可以登山臨水；有濟世安民之略，而后可以考古論今。”康熙二十九年（1690年）江南江西總督傅拉塔弹劾徐乾学及其弟徐元文不法之事共十五款，被解职。閏七月二七日“惊悸呕血而死”，享年五十八歲。

## 著作
著有《含經堂集》、《得樹園詩集》。